# Сарги
Сарги (лат. Diplodus) — род лучепёрых рыб из семейства спаровых. Встречаются в водах Атлантического и Индийского океанов. Длина тела 20 до 60 см.

## Классификация
В состав рода включают 23 вида:
- Diplodus annularis (Linnaeus, 1758) — ласкирь, или морской карась
- Diplodus argenteus (Valenciennes, 1830) — серебристый карась
- Diplodus ascensionis (Valenciennes, 1830)[4]
- Diplodus bellottii (Steindachner, 1882)
- Diplodus bermudensis Caldwell, 1965
- Diplodus cadenati de la Paz, Bauchot & Daget, 1974[4]
- Diplodus capensis (A. Smith, 1844)
- Diplodus caudimacula (Poey, 1860)[4]
- Diplodus cervinus (Lowe, 1838) — карась-барабан, или зубастый карась, или зубастый сарг
- Diplodus fasciatus (Valenciennes, 1830)
- Diplodus helenae (Sauvage, 1879)[4]
- Diplodus holbrookii (T. H. Bean, 1878)
- Diplodus hottentotus (A. Smith, 1844) — южноафриканский карась-барабан
- Diplodus kotschyi (Steindachner, 1876)[4]
- Diplodus levantinus R. Fricke, Golani & Appelbaum-Golani, 2016[4]
- Diplodus lineatus (Valenciennes, 1830)[4]
- Diplodus noct (Valenciennes, 1830) — персидский карась, или персидский морской карась
- Diplodus omanensis Bauchot & Bianchi, 1984
- Diplodus prayensis Cadenat, 1964
- Diplodus puntazzo (Walbaum, 1792) — обычный зубарик, или хиэна, или полосатый клюворыл
- Diplodus sargus (Linnaeus, 1758) — белый сарг, или полосатый карась
- Diplodus striatus (Bliss, 1883)[4]
- Diplodus vulgaris (Geoffroy Saint-Hilaire, 1817) — сарг, или клюворыл

## Галерея

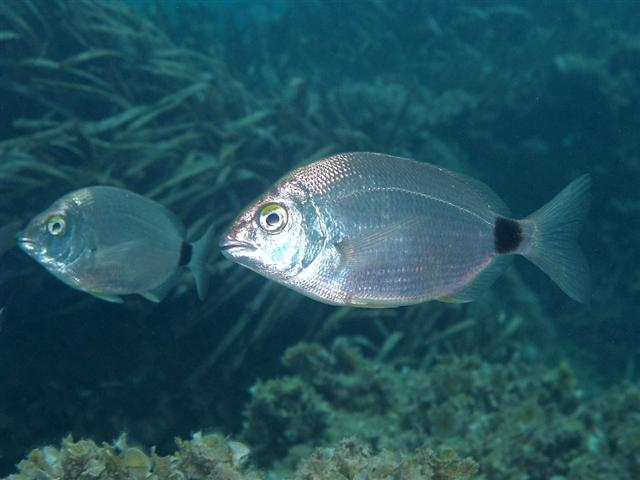
Diplodus annularis
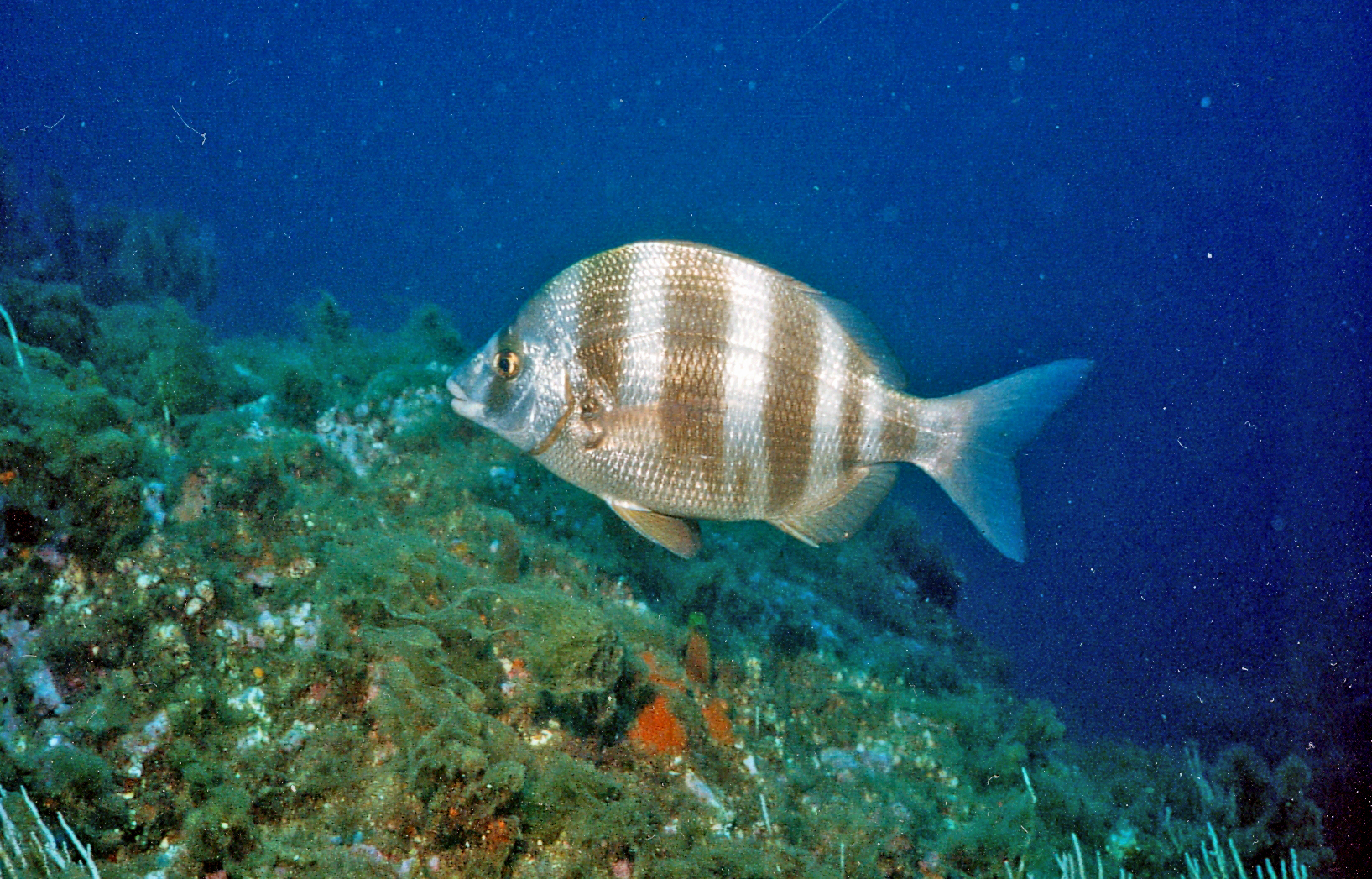
Diplodus cervinus
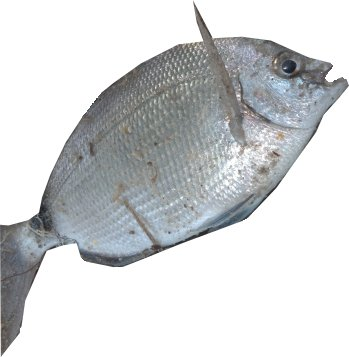
Diplodus holbrookii
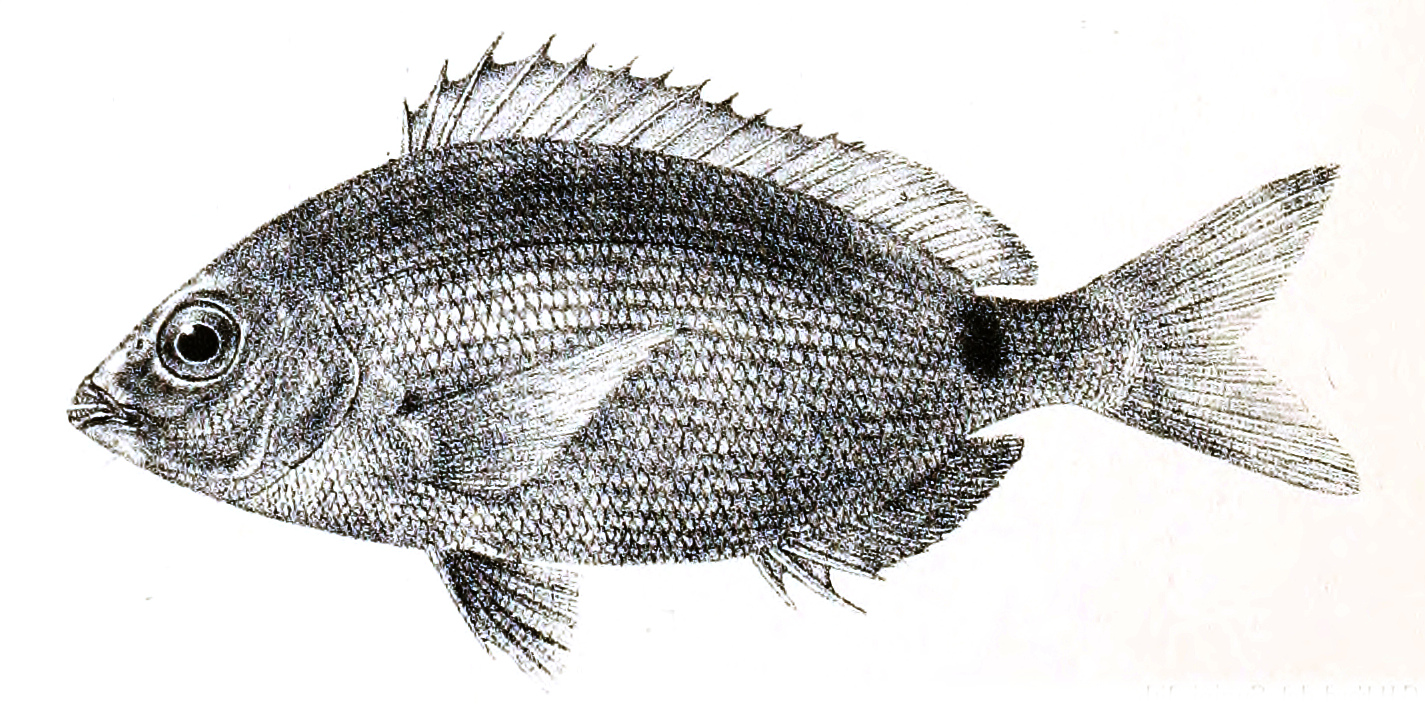
Diplodus noct
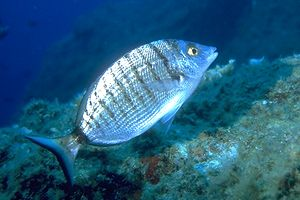
Diplodus puntazzo
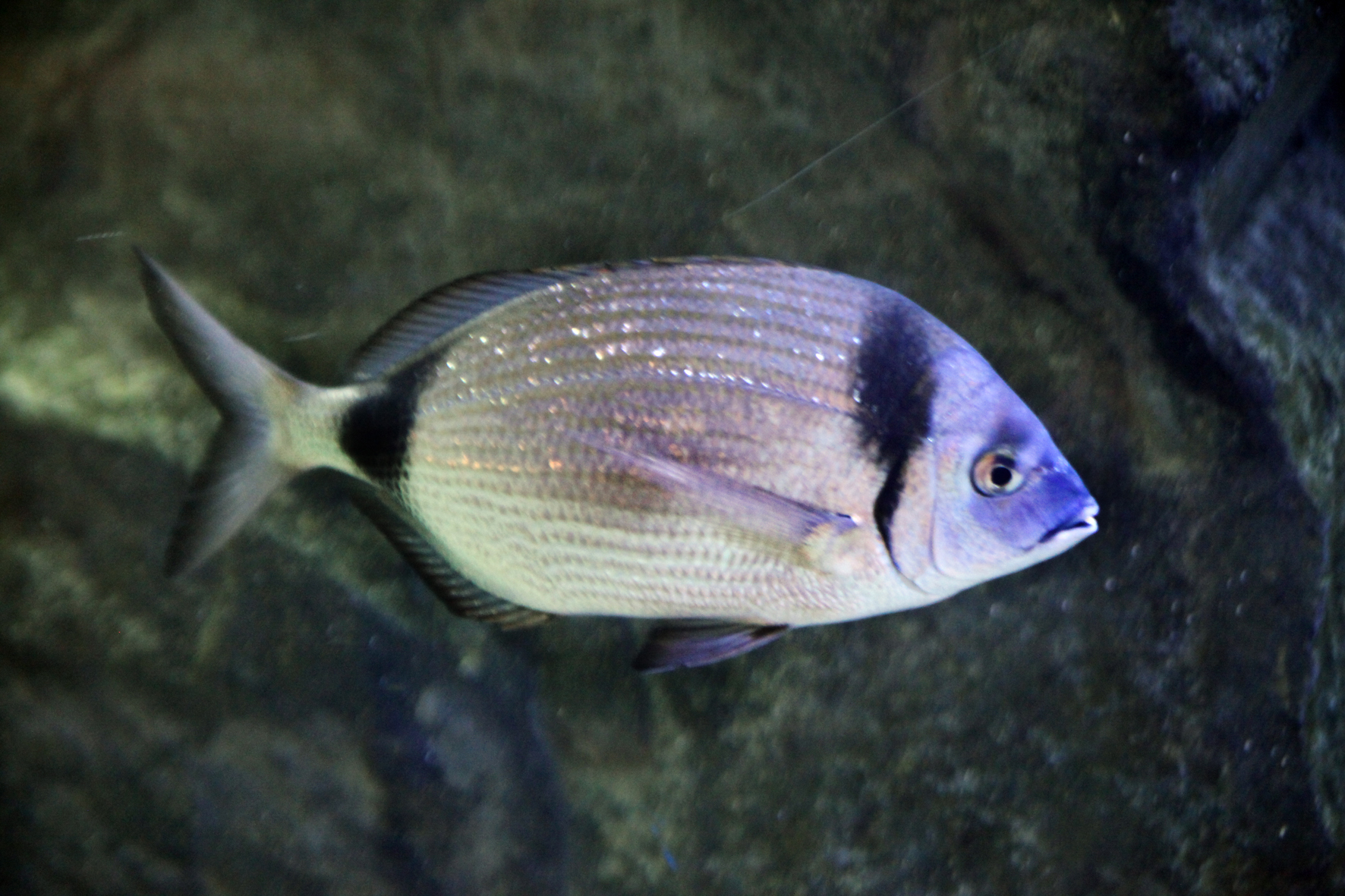
Diplodus vulgaris